# Gadu-Gadu
Gadu-Gaduは、独自プロトコルを使ったポーランド語のインスタントメッセージクライアント。gadu-gadu はポーランド語で「世間話」の意。GG あるいは gg と略記される。ポーランドでは最も広く使われているIMであり、780万のアカウントが登録され、うち650万のユーザーがほぼ毎日利用している。
Gadu-Gadu はアドウェアであり、広告を表示することで資金を賄っている。開発元はワルシャワにある。

## 特徴
Gadu-Gadu は独自のプロトコルを使っている。ICQのように、ユーザーは一意なシリアル番号で識別される。このプロトコルには、ステータスメッセージ、ファイル共有、VoIPなどの機能もある。メッセージには画像を埋め込むことができる。バージョン6.0以降、実験的なセキュアな接続モードも利用できる。
公式クライアントには150以上の顔文字が付属しており、連絡先をグループ分けでき、SMSにメッセージを送ることができ、同社の他のサービス（仮想インターネット・ダイヤルアップ、SNSサイト MojaGeneracja.pl、インターネットラジオ Open.fm など）との連携が可能である。このため、新しいバージョンほどソフトウェアの肥大化が激しいと感じるユーザーが多く、古いバージョンもよく使われている。
Gadu-Gadu では、ユーザーが個人情報を公開することができ、誰でもそれを検索できる。
また、機能拡張のための非公式なプラグインが多数存在する。

## サードパーティー製クライアント
運営会社は公式クライアント以外でサーバにアクセスすることを禁じているが、サードパーティー製のクライアントが存在している。
- libpurpleベース
  - Pidgin
  - Adium
  - Instantbird
- Miranda IM
- Kopete